# Чернецова, Надежда Антоновна
Надежда Антоновна Чернецова — советский хозяйственный, государственный и политический деятель.

## Биография
Родилась в 1910 году в Ярославле. Член ВКП(б) с 1939 года.
С 1936 года — на хозяйственной, общественной и политической работе. В 1936—1968 гг. — старший агроном Шелтозерской машинно-тракторной станции, главный агроном Шелтозерского районного земельного отдела, старший контролёр Народного комиссариата государственного контроля Карело-Финской ССР, главный агроном Олонецкого районного земельного отдела, 1-й секретарь Олонецкого районного комитета КП(б) Карело-Финской ССР, секретарь ЦК КП(б) Карело-Финской ССР, 1-й секретарь Заонежского, Питкярантского районного комитета КПСС, директор Сортавальского сельскохозяйственного техникума.
Избиралась депутатом Верховного Совета СССР 4-го созыва.
Умерла в 1982 году.